# Ryūnosuke Ōkoshi
Ryūnosuke Ōkoshi (jap. 大越 龍之介, Ōkoshi Ryūnosuke; nach Eigentranskription: Ryunosuke Ohkoshi; * 29. November 1988 in Kutchan, Hokkaidō) ist ein japanischer Skirennläufer. Er ist auf die technischen Disziplinen Slalom und Riesenslalom spezialisiert und war bisher vor allem im Far East Cup erfolgreich.

## Biografie
Der von der nördlichsten japanischen Hauptinsel Hokkaidō stammende Ryūnosuke Ōkoshi bestritt kurz nach seinem 15. Geburtstag seine ersten FIS-Rennen. Noch in der ersten Saison gelang ihm sein Premierensieg. Am 8. März 2005 gab er sein Far-East-Cup-Debüt und avancierte nur ein Jahr später zum Siegläufer. Im März 2006 ging er bei den Juniorenweltmeisterschaften in Québec an den Start und erreichte Platz 25 im Riesenslalom. Bei zwei weiteren JWM-Teilnahmen (Flachau 2007 und Formigal 2008) verzeichnete er einen 18. Rang im Slalom von Salzburg als bestes Resultat.
Am 6. Januar 2009 debütierte er im Slalom von Zagreb im Weltcup. Nachdem er bei der Winter-Universiade in China im Riesenslalom die Silbermedaille gewonnen hatte, etablierte er sich in den kommenden Wintern im Far East Cup. Mit konstant guten Leistungen qualifizierte er sich 2011 für die Weltmeisterschaften in Garmisch-Partenkirchen, wo er die Ränge 28 und 55 in Slalom und Riesenslalom belegte. Zwei Jahre später nahm er auch in Schladming an den Weltmeisterschaften 2013 teil und klassierte sich als 36. im Riesenslalom. In der Saison 2013/14 gewann er mit fünf Siegen erstmals die Gesamtwertung des Far East Cup und sicherte sich im März nach zwei Titeln im Riesenslalom (2010, 2012) zum ersten Mal auch den japanischen Meistertitel im Slalom. Neun Jahre nach seinem ersten Weltcup-Start konnte er sich am 14. Januar 2018 in Wengen erstmals für den zweiten Durchgang qualifizieren. Am Ende belegte er Rang 19 und sammelte zum ersten Mal Punkte.

## Erfolge

### Weltmeisterschaften
- Garmisch 2011: 28. Slalom, 55. Riesenslalom
- Schladming 2013: 36. Riesenslalom

### Weltcup
- 1 Platzierung unter den besten 20

### Weltcupwertungen
| Saison  | Gesamt | Gesamt | Slalom | Slalom |
| Saison  | Platz  | Punkte | Platz  | Punkte |
| ------- | ------ | ------ | ------ | ------ |
| 2017/18 | 138.   | 12     | 47.    | 12     |
| 2018/19 | 136.   | 9      | 51.    | 9      |

### Far East Cup
- Saison 2005/06: 10. Gesamtwertung, 2. Super-G-Wertung
- Saison 2007/08: 4. Gesamtwertung, 1. Slalomwertung
- Saison 2008/09: 1. Riesenslalomwertung
- Saison 2009/10: 6. Gesamtwertung, 5. Riesenslalomwertung, 10. Slalomwertung
- Saison 2010/11: 8. Slalomwertung
- Saison 2011/12: 5. Gesamtwertung, 3. Slalomwertung, 8. Riesenslalomwertung
- Saison 2012/13: 10. Riesenslalomwertung
- Saison 2013/14: 1. Gesamtwertung, 2. Riesenslalomwertung, 2. Slalomwertung, 3. Kombinationswertung, 4. Super-G-Wertung
- Saison 2014/15: 9. Gesamtwertung, 9. Slalomwertung
- Saison 2015/16: 2. Gesamtwertung, 2. Slalomwertung
- Saison 2016/17: 2. Gesamtwertung, 1. Slalomwertung
- 49 Podestplätze, davon 22 Siege:

| Datum             | Ort          | Land     | Disziplin         |
| ----------------- | ------------ | -------- | ----------------- |
| 4. Januar 2006    | Yongpyong    | Südkorea | Super-G           |
| 8. März 2008      | Shigakōgen   | Japan    | Slalom            |
| 3. März 2009      | Shigakōgen   | Japan    | Riesenslalom      |
| 9. März 2009      | Nozawa Onsen | Japan    | Riesenslalom      |
| 4. März 2010      | Nozawa Onsen | Japan    | Riesenslalom      |
| 9. März 2010      | Shigakōgen   | Japan    | Slalom            |
| 10. März 2010     | Shigakōgen   | Japan    | Riesenslalom      |
| 7. März 2011      | Shigakōgen   | Japan    | Slalom            |
| 8. März 2011      | Shigakōgen   | Japan    | Slalom            |
| 2. März 2012      | Shigakōgen   | Japan    | Slalom            |
| 6. März 2012      | Nozawa Onsen | Japan    | Slalom            |
| 15. Januar 2014   | Yongpyong    | Südkorea | Riesenslalom      |
| 16. Januar 2014   | Yongpyong    | Südkorea | Slalom            |
| 2. März 2014      | Shizukuishi  | Japan    | Super-Kombination |
| 5. März 2014      | Nozawa Onsen | Japan    | Riesenslalom      |
| 10. März 2014     | Shigakōgen   | Japan    | Slalom            |
| 16. Dezember 2015 | Wan Long     | China    | Slalom            |
| 14. Januar 2016   | Bear’s Town  | Südkorea | Slalom            |
| 18. Januar 2016   | Jisan        | Südkorea | Slalom            |
| 1. März 2016      | Hakuba       | Japan    | Slalom            |
| 12. Dezember 2016 | Wan Long     | China    | Slalom            |
| 16. Januar 2017   | Yongpyong    | Südkorea | Slalom            |

### Juniorenweltmeisterschaften
- Québec 2006: 25. Riesenslalom
- Flachau 2007: 18. Slalom
- Formigal 2008: 36. Riesenslalom

### Weitere Erfolge
- 4 japanische Meistertitel (Riesenslalom 2010, 2012 und Slalom 2014, 2017)
- Silber im Riesenslalom bei der Universiade 2009
- 27 Siege in FIS-Rennen